# Wattens
Wattens es una localidad del distrito de Innsbruck, en el estado de Tirol, Austria, con una población estimada a principio del año 2018 de 7881 habitantes. 
Se encuentra ubicada en el centro del estado, cerca de la ciudad de Innsbruck —la capital del estado—, del río Eno —un afluente derecho del Danubio— y de la frontera con Alemania, al norte, y con Italia, al sur.
Tiene acceso a la autopista A 12 y una estación de la línea de ferrocarril Lower Inn Valley.

## Geografía
Wattens se encuentra en el interior tirolés, a unos 13 km al este de Innsbruck. El área municipal se extiende desde la orilla sur del río Eno hasta el valle lateral de Wattental , que conduce a la cabeza de Wattentaler Lizum dentro de la cordillera de los Alpes de Tux.

## Clima
El tipo de clima está dominado por la temporada de invierno, un período largo y muy frío con días cortos y claros, relativamente poca precipitación, principalmente en forma de nieve, y poca humedad. El subtipo Clasificación climática de Köppen para este clima es " Dfc" (Clima subártico continental).

## Historia
Las huellas de los asentamientos arqueológicos se remontan a la era de la Cultura de La Tène; el nombre Wattens se mencionó por primera vez como "Vuattanes" en una escritura de 930, cuando el área era parte del ducado raíz alemán de  Baviera. La región fue ocupada por el  Condes de Tirol desde el siglo XII en adelante y adquirida por la Casa de Habsburgo austríaca en 1363.
En 1559 se estableció una fábrica de papel en Wattens, la primera en las tierras  Austria. La economía local se promovió aún más, cuando en 1895 Daniel Swarovski (1862–1956), un cortador de vidrio de Jiřetín pod Bukovou en Bohemia, se estableció aquí para comenzar la producción de joyas de cristal. En 1895 Wattens fue declarada Ciudad de mercado.

## Economía
La compañía Swarovski es el principal empleador de Wattens. En 1995, celebró su aniversario de cien años con la creación del museo "Swarovski Kristallwelten". André Heller diseñó varios  gabinetes de curiosidades siguiendo el modelo de las cámaras históricas de Castillo de Ambras. El museo presenta la historia de la fabricación de cristales, la vida de Daniel Swarovski y una gran colección de cristales que incluye obras de artistas notables como Brian Eno y Niki de Saint Phalle. Es hoy uno de los principales destinos  turístico en Austria, atrayendo visitantes de todo el mundo.
Otros museos son el Museo de la máquina de escribir y el Museo Wattens, dedicado a la historia de Swarovski, la fábrica de papel y las excavaciones (Prehistoria, Antigüedad clásica) en Wattens así como en las vecinas Volders y Fritzens.
La fábrica de papel histórica es la predecesora de la fábrica  Wattenspapier , uno de los principales fabricantes de Papel de fumar, desde 1980 propiedad del Grupo  finlandés Delfort. El 97% del papel de tabaco se exporta a más de 90 países.
Cerca de 6,530,000 resultados (0.34 segundos) 
Resultados de búsqueda
Resultado de traducción
Inglés
Español

## Personalidades destacadas
Wattens es el lugar de nacimiento del beato Santiago Gapp (1897–1943), un sacerdote  marianista que en 1938 tuvo que huir a  Francia por su abierto rechazo de la fusión de Austria y la Alemania nazi en una sola nación (llamada  Anschluss ). Posteriormente, tras la derrota francesa en 1940, debió trasladarse a Valencia en  España, donde predicó contra la persecución de combatientes católicos de la resistencia alemana por parte de las autoridades nazis. En noviembre de 1942 fue capturado por agentes de Gestapo en  Francia ocupada por la Segunda Guerra Mundial y deportado a Berlín. En el juicio del  Tribunal Popular dirigido por el presidente Roland Freisler, fue sentenciado a muerte y fue ejecutado en la Prisión de Plötzensee. En 1996 el Papa Juan Pablo II lo  beatificó como mártir cristiano de la Iglesia Católica.